# Pallanne
Pallanne è un comune francese di 68 abitanti situato nel dipartimento del Gers nella regione dell'Occitania.

## Società

### Evoluzione demografica
Abitanti censiti